# Бжезьниця (Жаганський повіт)
Бжезьниця (пол. Brzeźnica, нім. Briesnitz) — село в Польщі, у гміні Бжезьниця Жаганського повіту Любуського воєводства.
Населення — 870 осіб (2011).
У 1975-1998 роках село належало до Зеленогурського воєводства.

## Демографія
Демографічна структура станом на 31 березня 2011 року:
|          | Загалом | Допрацездатний вік | Працездатний вік | Постпрацездатний вік |
| -------- | ------- | ------------------ | ---------------- | -------------------- |
| Чоловіки | 445     | 125                | 289              | 31                   |
| Жінки    | 425     | 99                 | 256              | 70                   |
| Разом    | 870     | 224                | 545              | 101                  |